# 尹成植
尹成植（韓語：윤성식，1970年—）是一名韓國男導演。

## 作品列表

### 電視劇
- 2006年：KBS《大祚榮》
- 2006年：KBS《跑為上策》
- 2009年：KBS《男人的故事》
- 2012年：KBS《新娘面具》
- 2013年：KBS《最佳李純信》
- 2014年：KBS《王的面孔》
- 2016年：KBS《花郎》
- 2019年：TV朝鮮《Babel》
- 2020年：tvN《哲仁王后》
- 2022年：JTBC《Cleaning Up》
- 2025年：SBS《鬼宮》

### 製作人作品
- 2005年：KBS《戀愛結婚》
- 2011年：KBS《重案組》
- 2017年：KBS《即使恨也愛你》

## 外部連結
- NAVER （页面存档备份，存于）